# Sound’n’Grace
Sound’n’Grace – polski chór, wykonujący muzykę gospel, pop, soul, R&B i funk.

## Historia
Chór powstał w 2005 roku w Warszawie z inicjatywy Anny Żaczek i Kamila Mokrzyckiego, który studiował wówczas na akademii muzycznej. W następnych latach skład Sound’n’Grace powiększał się o kolejnych wokalistów.
W czerwcu 2015 roku premierę miał debiutancki album studyjny grupy pt. Atom. Płyta promowana była przez single: Dach, Możesz wszystko, Nadzieja i Na pewno. Od 2 do 16 września 2016 roku Kamil Mokrzycki brał udział w szóstej edycji programu rozrywkowego Polsatu Dancing with the Stars. Taniec z gwiazdami, a jesienią tego samego roku Kamil Bijoś zajął trzecie miejsce w finale szóstej edycji polsatowskiego programu Twoja twarz brzmi znajomo.
17 listopada 2017 chór wydał album pt. Życzenia. 11 grudnia 2020 premierę miał trzeci krążek zespołu pt. Początek, promowany przez single: Cut Through, Nasz ślad i Bliżej. W 2022 zespół wydał okolicznościową płytę świąteczną pt. A pokój na Ziemi.

## Obecny skład
- Liderzy: Anna Żaczek-Biderman, Kamil Mokrzycki
- Soprany: Sylwia Patyna, Marta Gałęzka, Małgorzata Nakonieczna, Agnieszka Bojarska, Natalia Bajak i Zuzanna Makowska
- Alty: Aleksandra Urbańska-Deres, Sylwia Mavambu-Dynek, Agata Frelek, Magdalena Wiśniewska, Magda Polanowska i Katarzyna Jezior
- Tenory: Adam Michalczyk, Paweł Sawicki, Michał Bojarski, Tomasz Pacak, Dawid Litwiński i Kacper Bator
- Instrumentaliści: Michał Kowalski (instrumenty klawiszowe), Grzegorz Karaś (instrumenty klawiszowe), Paweł Biderman (gitara), Arek Kopera (saksofon),
Cyprian Baszyński (trąbka), Marcin Pendowski (gitara basowa), Maciej Magnuski (gitara basowa), Dominik Jaske (perkusja) i Tomasz Waldowski (perkusja)

## Dyskografia

### Albumy
| Tytuł                       | Dane dot. albumu                                     | Pozycja na liście | Sprzedaż        | Certyfikat             |
| Tytuł                       | Dane dot. albumu                                     | POL               | Sprzedaż        | Certyfikat             |
| --------------------------- | ---------------------------------------------------- | ----------------- | --------------- | ---------------------- |
| Atom (oraz Tabb)            | - Data: 2 czerwca 2015 - Wydawca: Gorgo Music        | 2                 | - POL: 30 tys.+ | - POL: platynowa płyta |
| Życzenia                    | - Data: 17 listopada 2017 - Wydawca: Gorgo Music     | 4                 | - POL: 15 tys.+ | - POL: złota płyta     |
| Początek                    | - Data: 11 grudnia 2020 - Wydawca: Mystic Production | 40                |                 |                        |
| A pokój na Ziemi            | - Data: 1 grudnia 2022 - Wydawca: SAYHi              | –                 |                 |                        |
| „–” album nie był notowany. |                                                      |                   |                 |                        |

### Single
| Tytuł                                   | Rok  | Pozycja na liście | Pozycja na liście     | Pozycja na liście | Sprzedaż        | Certyfikat                | Album                   |
| Tytuł                                   | Rok  | POL (airplay)     | POL (airplay nowości) | POL (airplay TV)  | Sprzedaż        | Certyfikat                | Album                   |
| --------------------------------------- | ---- | ----------------- | --------------------- | ----------------- | --------------- | ------------------------- | ----------------------- |
| „Dach” (oraz Tabb)                      | 2015 | 3                 | 1                     | 1                 | - POL: 40 tys.+ | - POL: 2× platynowa płyta | Atom                    |
| „Możesz wszystko” (oraz Tabb)           | 2015 | 19                | 1                     | –                 | - POL: 10 tys.+ | - POL: złota płyta        | Atom                    |
| „Nadzieja” (oraz Tabb)                  | 2015 | –                 | –                     | –                 |                 |                           | Atom                    |
| „Na pewno” (oraz Tabb)                  | 2015 | 7                 | 1                     | –                 |                 |                           | Atom                    |
| „Święta będą cały rok” (oraz Tabb)      | 2015 | 43                | 1                     | –                 |                 |                           | Atom (edycja specjalna) |
| „Sens” (oraz Tabb)                      | 2016 | 15                | 1                     | –                 |                 |                           | Życzenia                |
| „100” (oraz Filip Lato)                 | 2017 | 3                 | 2                     | –                 |                 |                           | Życzenia                |
| „Idealnie”                              | 2017 | 2                 | 3                     | –                 |                 |                           | Życzenia                |
| „Horyzonty” (gościnnie: Mateusz Ziółko) | 2018 | 20                | 3                     | –                 |                 |                           | Życzenia                |
| „Kolejność”                             | 2018 | 43                | 5                     | –                 |                 |                           | Życzenia                |
| „Dzieci Ziemi”                          | 2019 | –                 | –                     | –                 |                 |                           | Życzenia                |
| „Chcemy więcej”                         | 2019 | –                 | –                     | –                 |                 |                           | Życzenia                |
| „Bliżej”                                | 2020 | –                 | –                     | –                 |                 |                           | Początek                |
| „Bo mi się chce”                        | 2020 | –                 | –                     | –                 |                 |                           | Początek                |
| „Fale”                                  | 2020 | –                 | –                     | –                 |                 |                           | Początek                |
| „Cut Through” (oraz Josef Hedinger)     | 2020 | –                 | –                     | –                 |                 |                           | Początek                |
| „Skrzydła”                              | 2021 | –                 | –                     | –                 |                 |                           | Początek                |
| „Wehikuł”                               | 2021 | –                 | –                     | –                 |                 |                           | Początek                |
| „Nasz ślad” (oraz Kamil Bednarek)       | 2021 | –                 | –                     | –                 |                 |                           | Początek                |
| „Razem”                                 | 2022 | –                 | –                     | –                 |                 |                           | –                       |
| „Bo idą święta...”                      | 2022 | 86                | –                     | –                 |                 |                           | A pokój na Ziemi        |
| „Południe”                              | 2023 | –                 | –                     | –                 |                 |                           | –                       |
| „–” singel nie był notowany.            |      |                   |                       |                   |                 |                           |                         |

### Gościnnie
| Tytuł                                                                              | Rok  | Pozycja na liście | Pozycja na liście     | Pozycja na liście | Sprzedaż         | Certyfikat                | Album             |
| Tytuł                                                                              | Rok  | POL (airplay)     | POL (airplay nowości) | POL (airplay TV)  | Sprzedaż         | Certyfikat                | Album             |
| ---------------------------------------------------------------------------------- | ---- | ----------------- | --------------------- | ----------------- | ---------------- | ------------------------- | ----------------- |
| Afromental – „It’s My Life” (gościnnie: Sound’n’Grace)                             | 2012 | –                 | –                     | –                 |                  |                           | The B.O.M.B.      |
| Mrozu – „Nic do stracenia” (gościnnie: Sound’n’Grace)                              | 2014 | 7                 | 4                     | 1                 |                  |                           | Rollercoaster     |
| Sylwia Grzeszczak – „Kiedy tylko spojrzę” (gościnnie: Sound’n’Grace)               | 2015 | –                 | 1                     | –                 | - POL: 100 tys.+ | - POL: 2× platynowa płyta | Komponując siebie |
| Jula – „Gdy gwiazdka” (gościnnie: Sound’n’Grace)                                   | 2016 | 18                | 4                     | –                 | - POL: 25 tys.+  | - POL: złota płyta        | Milion słów       |
| Gromee – „Zaśnieżone miasta” (gościnnie: Sound’n’Grace)                            | 2017 | 23                | 1                     | –                 |                  |                           | –                 |
| Patrycja Markowska i Grzegorz Markowski – „Na szczycie” (gościnnie: Sound’n’Grace) | 2018 | –                 | –                     | –                 |                  |                           | Droga             |
| Popek, Dr Alban, Clayster – „Sing Hallelujah” (gościnnie: Sound’n’Grace)           | 2020 | –                 | –                     | –                 |                  |                           | –                 |
| Ferdyn, Antek Smykiewicz, Sound’n’Grace – „Chcemy jechać na wakacje”               | 2022 | –                 | –                     | –                 |                  |                           | –                 |
| Karolina Leszko – „Sen” (gościnnie: Sound’n’Grace)                                 | 2023 | –                 | –                     | –                 |                  |                           | –                 |
| „–” singel nie był notowany.                                                       |      |                   |                       |                   |                  |                           |                   |

### Inne
| Album                                 | Rok  | Utwór | Źródło |
| ------------------------------------- | ---- | --- | ------ |
| Afromental – The B.O.M.B.             | 2012 | „It’s My Life” (gościnnie: VNM i Sound’n’Grace)                                                                                 | [ 40 ] |
| Ania Szarmach – POZYTYWka             | 2012 | „Przymierze” (gościnnie: Sound’n’Grace) „Przypadkowy goniec” (gościnnie: Sound’n’Grace) „Adrenalina” (gościnnie: Sound’n’Grace) | [ 41 ] |
| Mrozu – Rollercoaster                 | 2014 | „Nic do stracenia” (gościnnie: Sound’n’Grace)                                                                                   | [ 42 ] |
| Adi Kowalski – 1                      | 2014 | „Muzyka gra” (gościnnie: Sound’n’Grace)                                                                                         | [ 43 ] |
| Voskovy – Second Hand                 | 2015 | „Talizman” (gościnnie: Te-Tris, Sound’n’Grace)                                                                                  | [ 44 ] |
| Dawid Kwiatkowski – Dawid Kwiatkowski | 2021 | „Kto tam jest?” (gościnnie: Sound’n’Grace)                                                                                      |        |

### Teledyski
| Tytuł                                                                    | Rok  | Reżyseria | Album            | Źródło        |
| ------------------------------------------------------------------------ | ---- | --- | ---------------- | ------------- |
| „Bądź blisko”                                                            | 2013 | Magda Socha-Włodarska, Katarzyna Orzechowska                                                                   | –                | [ 45 ]        |
| „Dach” (oraz Tabb)                                                       | 2015 | Adam Gawenda                                                                                                   | Atom             | [ 46 ]        |
| „Możesz wszystko” (oraz Tabb)                                            | 2015 | Daniel Zduńczyk                                                                                                | Atom             | [ 47 ]        |
| „Na pewno” (oraz Tabb)                                                   | 2015 | – | Atom             | [ 48 ]        |
| „Sens” (oraz Tabb)                                                       | 2016 | – | Życzenia         | [ 49 ]        |
| „100” (oraz Filip Lato)                                                  | 2017 | – | Życzenia         |               |
| „Idealnie”                                                               | 2017 | – | Życzenia         |               |
| „Horyzonty” (oraz Mateusz Ziółko)                                        | 2018 | – | Życzenia         |               |
| „Bliżej”                                                                 | 2020 | Tadeusz Kabicz                                                                                                 | Początek         | [ 50 ]        |
| „Bo mi się chce” (oraz Wojtek Makowski)                                  | 2020 | Mateusz Dembski                                                                                                | Początek         | [ 51 ]        |
| „Nasz ślad” (oraz Kamil Bednarek)                                        | 2021 | Piotr Dylewski                                                                                                 | Początek         | [ 32 ]        |
| „Wehikuł”                                                                | 2021 | Jakub Jarka | Początek         | [ 52 ]        |
| „Razem”                                                                  | 2021 | MO Music | –                | [ 53 ]        |
| „Bo idą święta...”                                                       | 2022 | Piotr Smoleński                                                                                                | A pokój na Ziemi | [ 54 ]        |
| „Południe”                                                               | 2023 | Ewelina Gracz, Izabela Sołowska, Patryk Białas, Łukasz Trojan, Hubert Szeląg, Jurij Żurajew, Marcin Blicharski | –                | [ 55 ] [ 56 ] |
| Gościnnie                                                                |      | |                  |               |
| Afromental – „It’s My Life” (gościnnie: VNM i Sound’n’Grace)             | 2012 | Letemknow Sequence                                                                                             | The B.O.M.B.     | [ 40 ]        |
| Mrozu – „Nic do stracenia” (gościnnie: Sound’n’Grace)                    | 2014 | Adam Gawenda                                                                                                   | Rollercoaster    | [ 57 ]        |
| Sylwia Grzeszczak – „Kiedy tylko spojrzę” (gościnnie: Sound’n’Grace)     | 2015 | Cam-L Studio                                                                                                   | –                | [ 58 ]        |
| Popek, Dr Alban, Clayster – „Sing Hallelujah” (gościnnie: Sound’n’Grace) | 2020 | Brevko_art | –                | [ 59 ]        |
| Ferdyn, Antek Smykiewicz, Sound’n’Grace – „Chcemy jechać na wakacje”     | 2022 | Krzysztof Ferdyn                                                                                               | –                | [ 60 ]        |
| Karolina Leszko – „Sen” (gościnnie: Sound’n’Grace)                       | 2023 | Kamil Mehl | –                | [ 61 ]        |

## Nagrody i wyróżnienia
| Rok  | Konkurs                      | Kategoria                  | Tytułem       | Nota      | Źródło |
| ---- | ---------------------------- | -------------------------- | ------------- | --------- | ------ |
| 2015 | Eska Music Awards 2015       | Najlepszy zespół           | Sound’n’Grace | Nominacja | [ 62 ] |
| 2015 | Eska Music Awards 2015       | Najlepszy hit              | „Dach”        | Nominacja | [ 62 ] |
| 2015 | Eska Music Awards 2015       | Najlepszy radiowy debiut   | Sound’n’Grace | Wygrana   | [ 63 ] |
| 2015 | MTV Europe Music Awards 2015 | Najlepszy polski wykonawca | Sound’n’Grace | Nominacja | [ 64 ] |
| 2016 | Eska Music Awards 2016       | Najlepszy zespół           | Sound’n’Grace | Nominacja | [ 65 ] |